# Coscinodon lawianus
Coscinodon lawianus là một loài Rêu trong họ Grimmiaceae. Loài này được (J. H. Willis) Ochyra mô tả khoa học đầu tiên năm 2004.